# La Ward
La Ward é uma cidade localizada no estado norte-americano de Texas, no Condado de Jackson.

## Demografia
Segundo o censo norte-americano de 2000, a sua população era de 200 habitantes.
Em 2006, foi estimada uma população de 196, um decréscimo de 4 (-2.0%).

## Geografia
De acordo com o United States Census Bureau tem uma área de
2,1 km², dos quais 2,1 km² cobertos por terra e 0,0 km² cobertos por água.

## Localidades na vizinhança
O diagrama seguinte representa as localidades num raio de 24 km ao redor de La Ward.